# Aracoeli
Aracoeli (titre original : Aracoeli) est un roman italien d'Elsa Morante publié en 1982 et paru en français le 25 mai 1984 aux éditions Gallimard. Ce roman a reçu la même année le prix Médicis étranger.

## Résumé
Aracoeli est le dernier roman d'Elsa Morante. Comme dans ses deux romans précédents, L'Île d'Arturo et La storia, elle s'intéresse particulièrement à l'enfance. Dans ce roman Manuele se remémore son enfance qui était d'abord heureuse mais dont le cours fut changé par la maladie et le décès de sa mère lorsqu'il avait sept ans. Ce malheur a gâché son évolution affective et le reste de son existence.
Manuele, célibataire de 43 ans,  vit à Milan d'emplois précaires et n'a aucune perspective : «   En réalité, dans la direction de mon avenir, je ne vois qu'une voie ferrée bancale le long de laquelle mon moi habituel, toujours seul et toujours plus vieux, continue ses allées et venues comme un banlieusard ivre. ».
Il est obsédé par le souvenir de sa mère Aracoeli. Profitant du long week-end de la Toussaint 1975 il part à la recherche du village d' El Almendral situé quelque part dans la sierra andalouse et lieu de naissance d'Aracoeli. Tout au cours de son voyage il se remémore sa petite enfance avec sa mère. Il intercale aussi des souvenirs de ses échecs sentimentaux et sociaux depuis ce temps jusqu'à l'âge adulte.
Son père Eugenio, marin italien, a rencontré en 1931 une petite paysanne andalouse nommée Aracoeli lors d'une escale à Almeria. Entre eux ce fut un vrai coup de foudre qui conduisit à un attachement réciproque. Mais Eugenio appartenait à la haute bourgeoisie piémontaise qui n'était pas prête à accepter une mésalliance. C'est pourquoi Aracoeli fut discrètement installée à Rome dans un quartier populaire où naquit Manuele. Retenu par ses obligations militaires Eugenio était le plus souvent absent. Au bout d'environ quatre ans, la situation du couple étant régularisée, la famille a déménagé dans un quartier bourgeois. 
Le thème principal du roman est la relation entre Manuele et sa mère. Comme elle n'a ni ami ni famille elle lui voue une attention de tous les instants. Certes la sœur d’Eugenio, Monda, fournit une aide efficace mais Aracoeli n'a pas de sympathie pour elle à cause de la différence de classe sociale, autre sujet important du roman.
Les souvenirs de Manuele, rapportés avec un luxe de détails, sont altérés par le temps et enrichis par son imagination. L'essentiel réside dans l'amour exclusif entre mère et fils : « Conjugaison inséparable par nature et dont l'éternité aussi me paraissait naturelle. ». Ils passent ensemble les jours comme les nuits et il dort : « Niché entre ses bras, jouissant de ses tendresses et de ses tiédeurs. ». Manuele ne s'attache à son père que parce qu'il est aimé par Aracoeli. De même, et comme elle, il déteste la servante Zaira. Pour lui les camarades de classe sont inexistants.
La petite sœur de Manuele naît alors qu'il a 6 ans et elle meurt subitement à l’âge d’un mois. Peu après Aracoeli est atteinte d'une longue maladie physique et mentale qui s'accompagne d'obsession sexuelle. Son comportement irrationnel et imprévisible met Manuele dans une situation douloureuse. D'une part Aracoeli se détourne de lui jusque parfois à le repousser brutalement, et d'autre part elle se jette dans les bras de n'importe qui. Manuele doit rejoindre ses grands parents à Turin et il ne reverra sa mère qu'une seule fois alors qu'elle est déjà dans le coma. Il lui en voudra toujours de l'avoir en quelque sorte abandonné. Les grands parents de Manuele sont corrects mais durs avec lui et il entretient la barrière sociale avec eux.
Divers épisodes de sa vie ultérieure constituent des digressions dans le récit principal. Aracoeli a laissé en Espagne un frère un peu plus jeune, Manuel, qui est tué vers la fin de la guerre d'Espagne en combattant, selon Monda, « du mauvais côté », c'est-à-dire de celui des républicains espagnols. Pour Manuele, son oncle Manuel est un personnage devenu épique par sa lutte contre Franco « l'ennemi ». Ceci le conduit vers 13 ans à s'échapper de son pensionnat piémontais pour chercher à rejoindre les partisans antifascistes, épisode où il est cruellement humilié par deux garnements. Peu après la guerre il fait un voyage à Rome à la recherche de son père Eugenio qui n'a pas supporté la trahison du roi Victor Emmanuel. Il a démissionné de l'armée et est tombé dans l'alcoolisme et la déchéance. La vie sentimentale de Manuele est une série d'échecs. Adolescent il échoue dans ses aventures sexuelles d'abord avec une gamine effrontée, puis avec une prostituée. Dans son récit il se dit homosexuel, ce qui s'est manifesté à 34 ans par une relation passionnelle avec un jeune homme qui l'a finalement rejeté de façon humiliante et brutale. Jusque-là il a donc constamment échoué à satisfaire son besoin d'être aimé : « Ma demande première, désespérée, fut toujours, en fait, d'être aimé. ».
Lorsque Manuele atteint El Almendral il trouve un village minuscule et presque abandonné. Il y rencontre un vieil homme qui n'a presque rien à lui dire sinon que le nom de famille Muñoz Muñoz d'Aracoeli est celui de tous les habitants du lieu. Il éprouve du plaisir à manger le morceau de pain et à boire le verre de vin offert par le vieillard. Le récit du voyage s'arrête là : Manuele a cherché à faire son deuil et le lecteur ignore s'il a réussi ou échoué.
Ce dernier roman d'Elsa Morante, considéré comme son testament littéraire, contribue à la placer parmi les meilleurs romanciers de l'après-guerre.

## Éditions
- Aracoeli, éditions Gallimard, 1984  (ISBN 2-07-070176-X).